# Theo Pirker
Theo Pirker (* 2. März 1922 in München; † 31. August 1995 ebenda) war ein deutscher Sozialwissenschaftler.

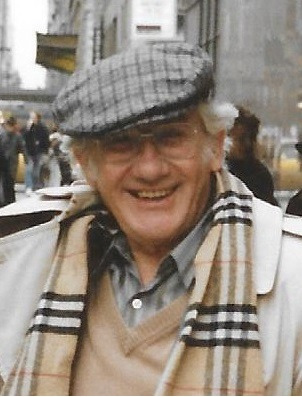
Theo Pirker, 1990 in New York

## Leben
Theo Pirker wurde als Arbeiterkind und Wehrmachtsangehöriger im Zweiten Weltkrieg zum Gegner der NS-Diktatur. Als Fallschirmjäger in Kreta und Russland eingesetzt, wurde er dreimal schwer verwundet und verlor ein Bein.
Als christlicher Sozialist baute der Student Pirker nach 1945 die bayerischen Gewerkschaften mit auf und arbeitete bis 1949 an der katholischen Zeitschrift „Ende und Anfang“ mit. Zum Marxismus und zum Interesse an empirischer Forschung gelangte er nicht zuletzt durch die abstrakt-neothomistischen Definitionen der katholischen Soziallehre. Er verfasste Artikel und politische Gedichte und wandte sich gegen Restauration und Wiederbewaffnung. 1953/54 wurde er wichtigster Mitarbeiter von Viktor Agartz am Wirtschaftswissenschaftlichen Institut (WWI) des DGB. Im Zuge seiner Mitarbeit an empirischen Studien über Arbeiter und Management, Arbeitsorganisation und betriebliche Hierarchie in der Stahlindustrie gelangte er zu einem Verständnis von Mitbestimmung, durch welches er in einen Konflikt mit den gewerkschaftlichen Funktionsträgern geriet. Seine Analyse über die Blinde Macht zählt heute zu den Klassikern der DGB-Geschichtsschreibung. Nachdem Agartz und sein Mitarbeiter 1955 aus dem WWI herausgedrängt worden und in die politische Isolation geraten waren, betrieb er Auftragsforschung und ging als Journalist und Dozent ins Ausland, u. a. nach Algerien, wo er die Nationale Befreiungsfront beriet, sowie nach Ägypten, Afghanistan und Israel.
Theo Pirker setzte sich in seinen Werken kritisch mit der Geschichte der Sozialdemokratischen Partei Deutschlands (SPD) und mit der Politik der deutschen Gewerkschaften nach dem Zweiten Weltkrieg auseinander. Dabei kritisierte er die von den Westalliierten begründete Parteien- und Verbandsherrschaft als Form abgeleiteter, indirekter Demokratie sowie die restaurative, systemimmanente Rolle der Gewerkschaftsführer, aber auch den Stalinismus. Pirker plädierte stattdessen für eine direkte Beteiligung der Kollektive und eine umfassende Vetoposition der Gewerkschaften gegenüber dem parlamentarischen System.
1972 erhielt Pirker eine Professur am Institut für Soziologie der Freien Universität Berlin für empirische Methodenlehre und Statistik. Er gilt u. a. durch seine Studien zur Büromechanisierung und -automation sowie zur Angestelltensoziologie als ein Pionier der deutschen Industriesoziologie. Mehrere Jahre lang war er Vorsitzender des Zentralinstituts für sozialwissenschaftliche Forschung der FU Berlin. Nach 1989 galt sein gesellschaftstheoretisches Interesse, das ihn als politischen Soziologien ebenso kennzeichnete wie sein Insistieren auf datengestützter Argumentation, der Tätigkeit der intermediären Organisationen und ihrer Rolle als Garanten für die Anpassungselastizität demokratischer Gesellschaften.

## Werke (Auswahl)
- Der Plan als Befehl und Fiktion. Westdeutscher Verlag, Opladen 1995.
- Die bizonalen Sparkommissare. Westdeutscher Verlag, Opladen 1992.
- Soziologie als Politik. Schelzky und Jeep, Berlin 1991
- FDGB - Wende zum Ende. Bund-Verlag, Köln 1990
- Restauration und Reform Zentralinstitut für Sozialwissenschaftliche Forschung, Berlin 1990
- Autonomie und Kontrolle. Schelzky und Jeep, Berlin 1989
- Regulative Funktionen intermediärer Institutionen. Zentralinstitut für Sozialwissenschaftliche Forschung, Berlin 1988
- Technik und industrielle Revolution Westdeutscher Verlag, Opladen 1987
- Rechnungshöfe als Gegenstand zeitgeschichtlicher Forschung. Duncker & Humblot, Berlin 1987
- Vom „Ende der Arbeiterbewegung“. Deutscher Freidenker-Verband, Wuppertal 1985
- Das Ende der Arbeiterbewegung in Deutschland? Westdeutscher Verlag, Opladen 1984
- Schreibdienste in obersten Bundesbehörden. Campus, Frankfurt/Main 1981
- Stadtplanung, Sanierung und Bürgerbeteiligung am Beispiel Berlin-Kreuzberg. Projektleiter: Theo Pirker. Institut für Wohnungsbau und Stadtteilplanung (IWOS), TU Berlin 1977
- Die verordnete Demokratie Grundlagen und Erscheinungen der ‚Restauration‘. Olle & Wolter, Berlin 1977
- Theo Pirker (Hrsg.): Komintern und Faschismus, 1920–1940. Dokumente zur Geschichte und Theorie des Faschismus. Herausgegeben und kommentiert von Theo Pirker. Deutsche Verlags-Anstalt, Stuttgart 1965
- Die Histadrut. Gewerkschaftsprobleme in Israel. Kyklos, Basel 1965
- Die SPD nach Hitler. Die Geschichte der Sozialdemokratischen Partei Deutschlands, 1945–1964. Rütten & Loening, München 1965. Olle & Wolter, Berlin 1977.
- Theo Pirker (Hrsg.): Utopie und Mythos der Weltrevolution. Zur Geschichte der Komintern 1920-1940. Dtv, München 1964
- Theo Pirker (Hrsg.): Die Moskauer Schauprozesse 1936–1938. Dtv, München 1963
- Jenseits von Sicherheit. Desch, München 1967
- Bürotechnik. Enke, Stuttgart 1963
- Büro und Maschine. Kyklos, Basel/Mohr, Tübingen 1962. Studien des List-Instituts
- Arbeiter, Management, Mitbestimmung (gemeinsam mit Siegfried Braun, Burkart Lutz und Fro Hammelrath). Ring-Verlag, Stuttgart 1955
- Die Blinde Macht. Die Gewerkschaftsbewegung in Westdeutschland. 2 Bände. 1960 München. Nachdruck: Olle & Wolter, Berlin 1979
- Die Gewerkschaft als politische Organisation. In: Gewerkschaftliche Monatshefte, Jg. 3, 1952, S. 76–80.
- Die zehn Lieder von der Methode. Bürger, Lorch 1948